# Conferência Mundial de Direitos Humanos
A Conferência Mundial sobre Direitos Humanos foi realizada pelas Nações Unidas em Viena, Áustria, de 14 a 25 de junho de 1993.
Foi a primeira conferência de direitos humanos realizada desde o final da Guerra Fria. O principal resultado da conferência foi a Declaração e o Programa de Ação de Viena.